# Kiss Sámuel
Kiss Sámuel (Nagykőrös, 1781. október 4. – Debrecen, 1819. március 23.) magyar festőművész.

## Pályája
Nagyszebenben tanult, Neuhauser Ferencnél, majd a bécsi Képzőművészeti Akadémián fejlesztette tovább tudását.
1813-tól a debreceni kollégiumban rajzot és építészetet tanított.

## Művei
- Brassói polgármester, 1805, gouache, 18 x 13,4 cm; Magyar Nemzeti Múzeum
- Kiss Sámuelné és gyermeke, 1814, pasztell, papír, 65 x 43 cm, Déri Múzeum, Debrecen
- Kiss Sámuel önarcép és (felesége) Árvay Sára két 66 x 45 cm -es p-pasztell (Debreceni Református Kollégium) A két kép a család birtokában volt, ükunokájuk Dr Borszéki Antal, Dr. Borszéki Béla György egyetértésével  ajándékozta a Kollégiumnak.